# Ewald Scharfenberg
Ewald Scharfenberg es un periodista venezolano, cofundador de Armando.info.

## Biografía
Es hijo de padre alemán y madre venezolana. Fue corresponsal de El País por varios años. Fundó Armando.info junto a Joseph Poliszuk, Alfredo Meza y Roberto Deniz, donde han investigado sobre corrupción en el gobierno de Nicolás Maduro. Tras sus investigaciones sobre Alex Saab se debió ir al exilio en Bogotá, Colombia, en 2018. En 2019 Armando.info ganó la mención especial del Premio Maria Moors Cabot. Actualmente vive en Miami, Estados Unidos.
En 2023, Armando.info ganó el premio Lorenzo Natali, patrocinado por la Comisión Europea.
El 7 de mayo de 2024, a vísperas de las elecciones presidenciales, Scharfenberg fue acusado por el fiscal general Tarek William Saab de estar involucrado en el caso PDVSA-Cripto del exministro Tarek El Aissami, denunciado por el propio Armando.info varios años atrás, lo que Scharfenberg denominó «una maniobra muy torpe e inverosímil por parte del gobierno de Nicolás Maduro» para desprestigiarlos. Ese día la abogada colombiana Ana Bejarano solicitó medidas cautelares a la Corte Interamericana de Derechos Humanos en defensa de los periodistas de Armando.info.
En mayo de 2024 se estrenará el documental Una pauta peligrosa sobre Alex Saab, dirigido por Juan Andrés Ravell, donde Scharfenberg participó. Ewald Scharfenberg declaró que creía que las declaraciones del fiscal en su contra tenían que ver con el estreno de dicho documental.